# Rajon Haradok

Rajon Haradok, Karte

Der Rajon Haradok (belarussisch Гарадоцкі раён; russisch Городокский район) ist eine Verwaltungseinheit im Nordosten der Wizebskaja Woblasz in Belarus mit dem administrativen Zentrum in der Stadt Haradok. Die Fläche des Rajons beträgt 2980 km².

## Geographie
Der Rajon Haradok liegt im nordöstlichen Teil der Wizebskaja Woblasz. Die Nachbarrajone in der Woblast Wizebsk sind im Süden und im Südosten Wizebsk, im Südwesten Schumilina und im Westen Polazk.